# Renata García de León
Renata García de León (26 de diciembre de 1997) es una deportista mexicana que compite en taekwondo. Ganó una medalla de bronce en el Campeonato Panamericano de Taekwondo de 2021 en la categoría de –53 kg.

## Palmarés internacional
| Campeonato Panamericano | Campeonato Panamericano | Campeonato Panamericano | Campeonato Panamericano |
| Año                     | Lugar                   | Medalla                 | Categoría               |
| ----------------------- | ----------------------- | ----------------------- | ----------------------- |
| 2021                    | Cancún (México)         | Medalla de bronce       | –53 kg                  |